# Lichters Schnitzeljagd
Lichters Schnitzeljagd ist eine von der Produktionsfirma First Entertainment GmbH seit 2012 produzierte Koch-Doku-Soap. Moderiert wird sie von Fernsehkoch Horst Lichter. Die erste Episode wurde am 16. März 2012 im WDR Fernsehen um 21:00 Uhr gesendet. Im Sommer 2014 wiederholte der WDR samstags um 17:50 Uhr die Episoden im neuen Zusammenschnitt mit einer Länge von ca. 30 Minuten.

## Konzept
Horst Lichter begibt sich mit seinem roten Motorradgespann, einer umgebauten Kawasaki, die ihm für die Sendung zur Verfügung gestellt wird, auf Schnitzeljagd durch das Bundesland Nordrhein-Westfalen. Er sucht nach Menschen, mit denen er deren, meist regionalen, Lieblingsgerichte kocht. Vor Antritt jeder Fahrt erhält Lichter einen gelben Briefumschlag mit drei Stichworten sowie den Namen und dem Wohnort der gesuchten Person oder Personen. Seit der vierten Staffel erhält Lichter zu Beginn eine Schriftrolle mit deren Hinweisen er nach und nach weitere Schriftrollen, gekennzeichnet mit einem Kochlöffel, findet und dadurch ans Ziel geführt wird. Auf seinen Reisen lernt er Land und Leute mit ihren interessanten Hobbys, Berufen und Geschichten kennen.

## Episodenliste
Bisher wurden 29 Episoden in sieben Staffeln ausgestrahlt. Am 26. Februar 2016 startete die siebte Staffel.

### Staffel 1
| Nr. (ges.) | Nr. (St.) | Originaltitel                         | Erstausstrahlung Deutschland |
| ---------- | --------- | ------------------------------------- | ---------------------------- |
| 1          | 1         | Schottenrock und Kohleofen            | 16. März 2012                |
| 2          | 2         | Glücksfee und Möhreneintopf           | 23. März 2012                |
| 3          | 3         | Petri Heil und Cowboy-Kaffee          | 30. März 2012                |
| 4          | 4         | Echtes Handwerk und falsche Schnitzel | 13. Apr. 2012                |
| 5          | 5         | Große Vögel und scharfes Curry        | 20. Apr. 2012                |
| 6          | 6         | Picknick in den Wolken                | 27. Apr. 2012                |

### Staffel 2
| Nr. (ges.) | Nr. (St.) | Originaltitel                | Erstausstrahlung Deutschland |
| ---------- | --------- | ---------------------------- | ---------------------------- |
| 7          | 1         | Vom Biggesee zum Rhein       | 22. Feb. 2013                |
| 8          | 2         | Von Suppe zum Sabbat         | 1. März 2013                 |
| 9          | 3         | Kochen in der Eisenbahn      | 8. März 2013                 |
| 10         | 4         | Landausflug mit Ferkelsauna  | 15. März 2013                |
| 11         | 5         | Vom Kölner Dom in die Wolken | 22. März 2013                |

### Staffel 3
| Nr. (ges.) | Nr. (St.) | Originaltitel                             | Erstausstrahlung Deutschland |
| ---------- | --------- | ----------------------------------------- | ---------------------------- |
| 12         | 1         | Von der Höhle in den Traumgarten          | 25. Apr. 2014                |
| 13         | 2         | Buntes Nähgarn und lecker Schnibbelkuchen | 2. Mai 2014                  |
| 14         | 3         | Rheinische Samba und Römischer Eintopf    | 9. Mai 2014                  |
| 15         | 4         | Doppelte Einladung und Bunkerbesuch       | 23. Mai 2014                 |
| 16         | 5         | Geteiltes Gemüse und Himmelsstürmerin     | 30. Mai 2014                 |
| 17         | 6         | Russische Teigwaren und Studentenfutter   | 23. Aug. 2014                |

### Staffel 4
| Nr. (ges.) | Nr. (St.) | Originaltitel                    | Erstausstrahlung Deutschland |
| ---------- | --------- | -------------------------------- | ---------------------------- |
| 18         | 1         | Lecker Hahn und lustiger Nemo    | 10. Okt. 2014                |
| 19         | 2         | Kirchen-Burger und Woll-Lust     | 17. Okt. 2014                |
| 20         | 3         | Süßes Blut und Schoko-Herz       | 24. Okt. 2014                |
| 21         | 4         | Grummer Gold und zorniger Hirsch | 31. Okt. 2014                |

### Staffel 5
| Nr. (ges.) | Nr. (St.) | Originaltitel                   | Erstausstrahlung Deutschland |
| ---------- | --------- | ------------------------------- | ---------------------------- |
| 22         | 1         | Rollende Flöhe und heißes Eisen | 20. Feb. 2015                |
| 23         | 2         | Sattelfest und weggesperrt      | 27. Feb. 2015                |

### Staffel 6
| Nr. (ges.) | Nr. (St.) | Originaltitel          | Erstausstrahlung Deutschland |
| ---------- | --------- | ---------------------- | ---------------------------- |
| 24         | 1         | Abenteuer Pott         | 16. Okt. 2015                |
| 25         | 2         | Alles selbstgemacht    | 23. Okt. 2015                |
| 26         | 3         | Alles aus Leidenschaft | 30. Okt. 2015                |
| 27         | 4         | Bewegtes Sauerland     | 6. Nov. 2015                 |

### Staffel 7
| Nr. (ges.) | Nr. (St.) | Originaltitel                 | Erstausstrahlung Deutschland |
| ---------- | --------- | ----------------------------- | ---------------------------- |
| 28         | 1         | Schräge Vögel und echte Typen | 26. Feb. 2016                |
| 29         | 2         | Rock 'n' Roll                 | 11. März 2016                |